# مورا ويست
مورا ويست (بالإنجليزية: Maura West)‏ (و. 1972  م) هي ممثلة، وممثلة تلفزيونية، وممثلة أفلام أمريكية، ولدت في سبرينغفيلد.

## وصلات خارجية
- مورا ويست على موقع IMDb (الإنجليزية)
- مورا ويست على موقع ألو سيني (الفرنسية)
- مورا ويست على موقع أول موفي (الإنجليزية)
- مورا ويست على موقع كينوبويسك (الروسية)